# GB Ed 2/2
Die Gotthardbahn-Gesellschaft (GB) beschaffte 1874 und 1883 insgesamt sechs Tenderlokomotiven der Bauart Ed 2/2 für den Einsatz vor gemischten Zügen auf den Tessiner Talbahnen. Sie wurden von der SLM in Winterthur zu einem Preis von 51 000 Schweizer Franken erworben.

## Technik
Die Lokomotiven entsprachen hinsichtlich der Kesselabmessungen und des Gewichts ungefähr den C 2/2 der Vereinigte Schweizerbahnen (VSB). Die Radsatzfahrmasse von 15 t setzte einen soliden Oberbau voraus. Der Wasservorrat war in zwei Wasserkästen im Innenrahmen untergebracht. Die hintere Achse war vor der Feuerbüchse angeordnet, was zu einem grossen hinteren Überhang führte.

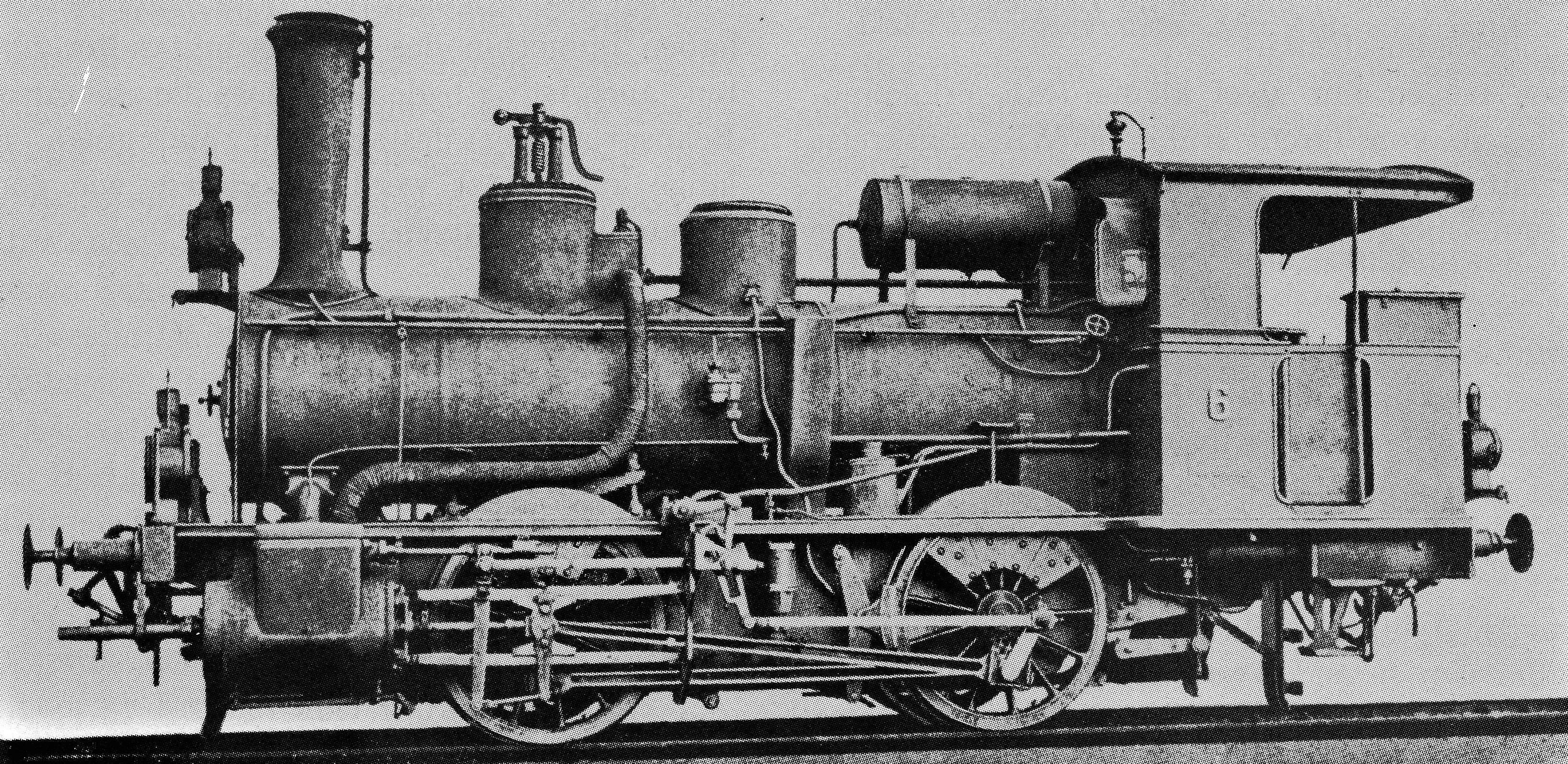
Ed 2/2 Nr. 6, eine der beiden nachgelieferten Lokomotiven, mit ab 1893 eingebauter Druckluftbremse

Die Kesselmitte lag 1950 mm über Schienenoberkante. Der Kessel der ersten vier Maschinen verfügte über keinen Dampfdom, sondern lediglich über ein Sammelrohr. Auf dem Mannlochdeckel war ein Ramsbottom-Sicherheitsventil montiert. Im Gegensatz dazu war der Kessel der beiden nachgelieferten Maschinen kleiner und besass einen Dampfdom. Darüber hinaus konnten diese Maschinen aufgrund ihrer aussenliegenden Einströmrohre auch als stationäre Dampferzeugungsanlage verwendet werden. Das Ramsbottom-Sicherheitsventil war bei diesen Lokomotiven auf dem Dampfdom und nicht auf dem Mannlochdeckel angebracht.
Das Triebwerk verfügte über eine aussenliegende Walschaerts-Steuerung mit Hebelumsteuerung und obenliegender Steuerwelle. Die Kolbenstangen wurden durch die Zylinderdeckel nach vorne geführt. Die Federung bestand aus zwei Federn, die in Längsrichtung über der vorderen Achse angeordnet waren, sowie aus zwei Querfedern über der Hinterachse. Der Sandbehälter war als Sanddom auf dem Kessel über der ersten Achse ausgeführt. Der Führerstand war zu den Seiten und nach hinten offen. Der Kohlevorrat wurde in Kästen an der Führerstandrückseite mitgeführt. 
Ursprünglich war die Bremse nur als Spindelhandbremse mit zwei Bremsklötzen ausgeführt, die auf die hintere Achse wirkte. Ab 1893 wurde sie durch eine Westinghousebremse ergänzt, die auf vier Bremsklötze wirkte. Die Luftbehälter für die Regulierbremse des Zuges waren über dem Kessel angebracht.
Eine Dampfheizung wurde ab 1887, ein Geschwindigkeitsmesser der Bauart Klose wurde um 1893 eingebaut. Die Zugkraft wird mit 3000 kg angegeben, während die Leitung 300 PS betrug.
| GB Nummer | SBB Nummer | Fabrik Nummer | Baujahr | Hersteller | Ausrangiert |
| --------- | ---------- | ------------- | ------- | ---------- | ----------- |
| 1         | 8061       | 52            | 1874    | SLM        | 1910        |
| 2         | 8062       | 53            | 1874    | SLM        | 1912        |
| 3         | 8063       | 54            | 1874    | SLM        | 1910        |
| 4         | 8064       | 55            | 1874    | SLM        | 1912        |
| 5         | 8065       | 330           | 1883    | SLM        | 1914        |
| 6         | 8066       | 331           | 1883    | SLM        | 1915        |